# Huxian Jiao
Huxian Jiao (chinesisch 弧线角 ‚Bogenspitze‘) ist eine Landspitze an der Ingrid-Christensen-Küste des ostantarktischen Prinzessin-Elisabeth-Lands. Als nördlicher Ausläufer der Halbinsel Feicui Bandao markiert sie die westliche Begrenzung der Einfahrt zum Johnston-Fjord.  
Chinesische Wissenschaftler benannten sie 1990 im Zuge von Vermessungs- und Kartierungsarbeiten.